# Hugo I. (Tübingen, Graf)
Hugo I. bzw. Hugo III. in der Zählung als Graf im Nagoldgau, war um 1078/79 Graf von Tübingen und einer der Stifter von Kloster Blaubeuren.

## Familie
Graf Hugo I. war der Bruder des Grafen Anselm vom Nagoldgau und des Grafen Sigibot.

## Leben und Wirken
Graf Hugo I. trat mit anderen Grafen aus der Umgebung (Graf Adalbert von Calw, Graf Kuno von Achalm, Graf Liutolt von Achalm) auf die Seite des Gegenkönigs Rudolf von Rheinfelden. Dafür wurde er im Jahr 1078 von König Heinrich IV., der sich nach der Schlacht bei Mellrichstadt mit einem Heer nach Alemannien wandte, in seiner Burg belagert. Es gelang Heinrich nicht, dieselbe zu erobern, sondern er erlitt empfindliche Verluste, und Udo, Erzbischof von Trier, einer seiner wichtigsten Anhänger, starb während der Belagerung. Erst im folgenden Jahr, 1079, unterwarf sich Graf Hugo dem König, ob als Folge der Eroberung seiner Burg, ist nicht bekannt.
Tübingen wird 1078 zum ersten Mal, und zwar als „Castrum Twingia Alemannorum“ erwähnt. Die Belagerung des Grafen Hugo auf Tübingen beweist, dass dort spätestens im 11., höchstwahrscheinlich schon im 10. Jahrhundert eine feste Burg stand, die der Hauptsitz eines mächtigen Grafengeschlechts war.

## Klosterstiftung
Die Stiftung des Klosters Blaubeuren ist für die Geschichte der Pfalzgrafen von Tübingen von großer Wichtigkeit und ging von den drei Grafen-Brüdern Hugo, Anselm und Sigibot aus. Graf Hugo schenkte gemeinschaftlich mit seinem Bruder Anselm Güter bei Beiningen und Wippingen sowie einen Wald unterhalb Altenthal an das Kloster; für sich selbst Granheim, ein Hofgut (curtis) in Ulm und die Hälfte von Reccenbainde (unbekannt). Hugo hat unter seinen Brüdern den geringsten Anteil an der Klosterstiftung genommen.